# La Croix-Saint-Leufroy
La Croix-Saint-Leufroy foi uma antiga comuna francesa na região administrativa da Normandia, no departamento de Eure. Estendia-se por uma área de 14,76 km². Em 2010 a comuna tinha 2 582 habitantes (densidade: 174,9 hab./km²).
Em 1 de janeiro de 2016, passou a formar parte da nova comuna de Clef-Vallée-d'Eure.